# 交通錐

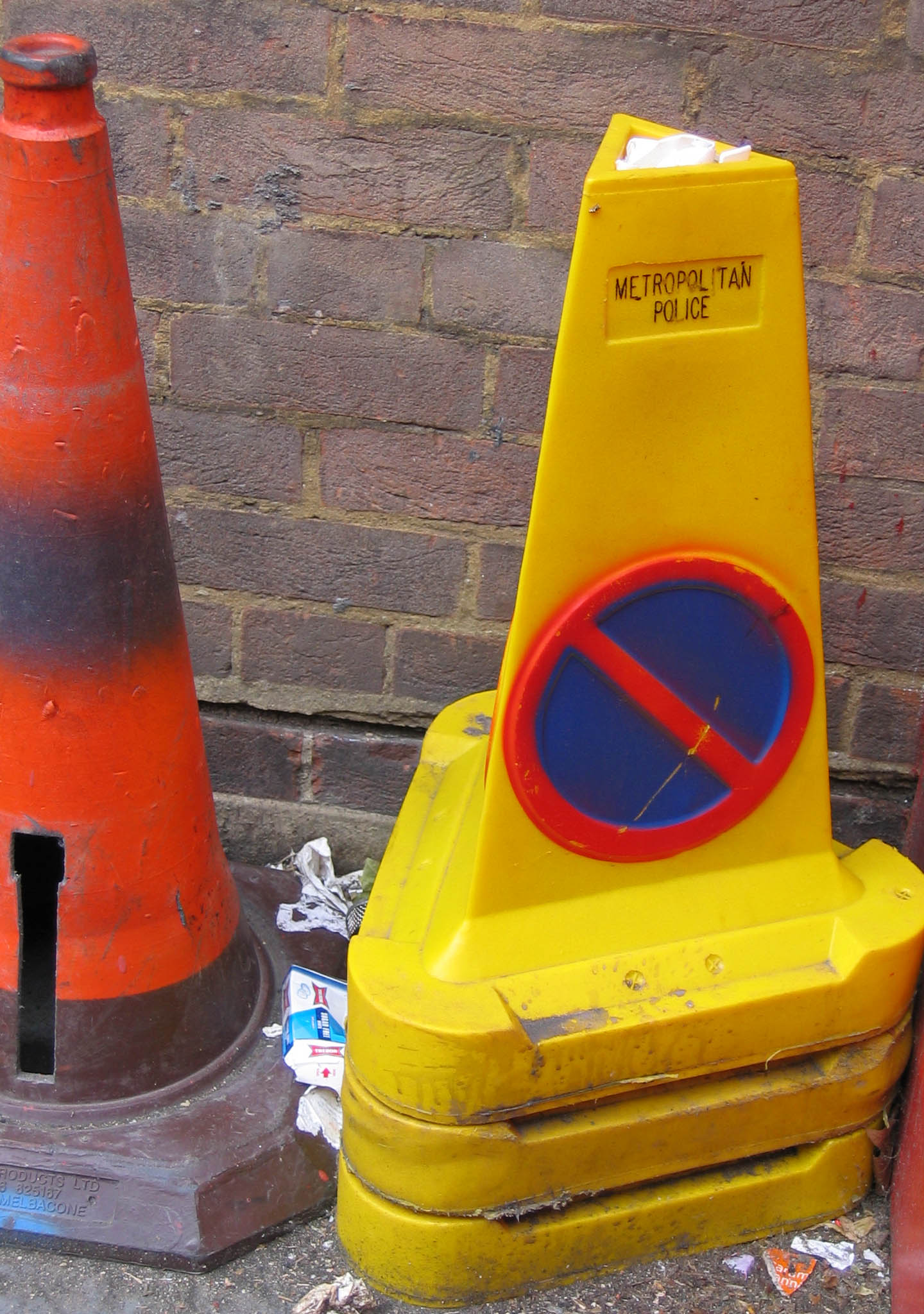
英國倫敦警察廳於禁停區使用的交通錐

交通錐，又稱錐形交通路標、道路標筒，俗称路锥、圓錐，常被誤稱三角錐，在香港又稱為雪糕筒，一般為錐形或柱形的臨時道路標示，一般用於進行工程、發生事故時提醒用路人，以保證工程人員及道路使用者的人身安全，又或者於交通改道、人流和車群之分隔或匯合使用。但在其他情況下，日常的交通分隔/匯流則會使用可攜帶性較低的「永久性」道路標示/標識。

## 歷史
最早的交通錐可追溯至1914年由 Charles P. Rudebaker所製造的混凝土交通錐，而從近代起，交通錐則採用熱塑性塑膠或橡膠並配以鮮豔的警示色便於道路使用者在遠距離觀察，經回收的聚氯乙烯也能用於製造交通錐。除了交通錐之外，安全島燈也能夠提供相類似的功能。

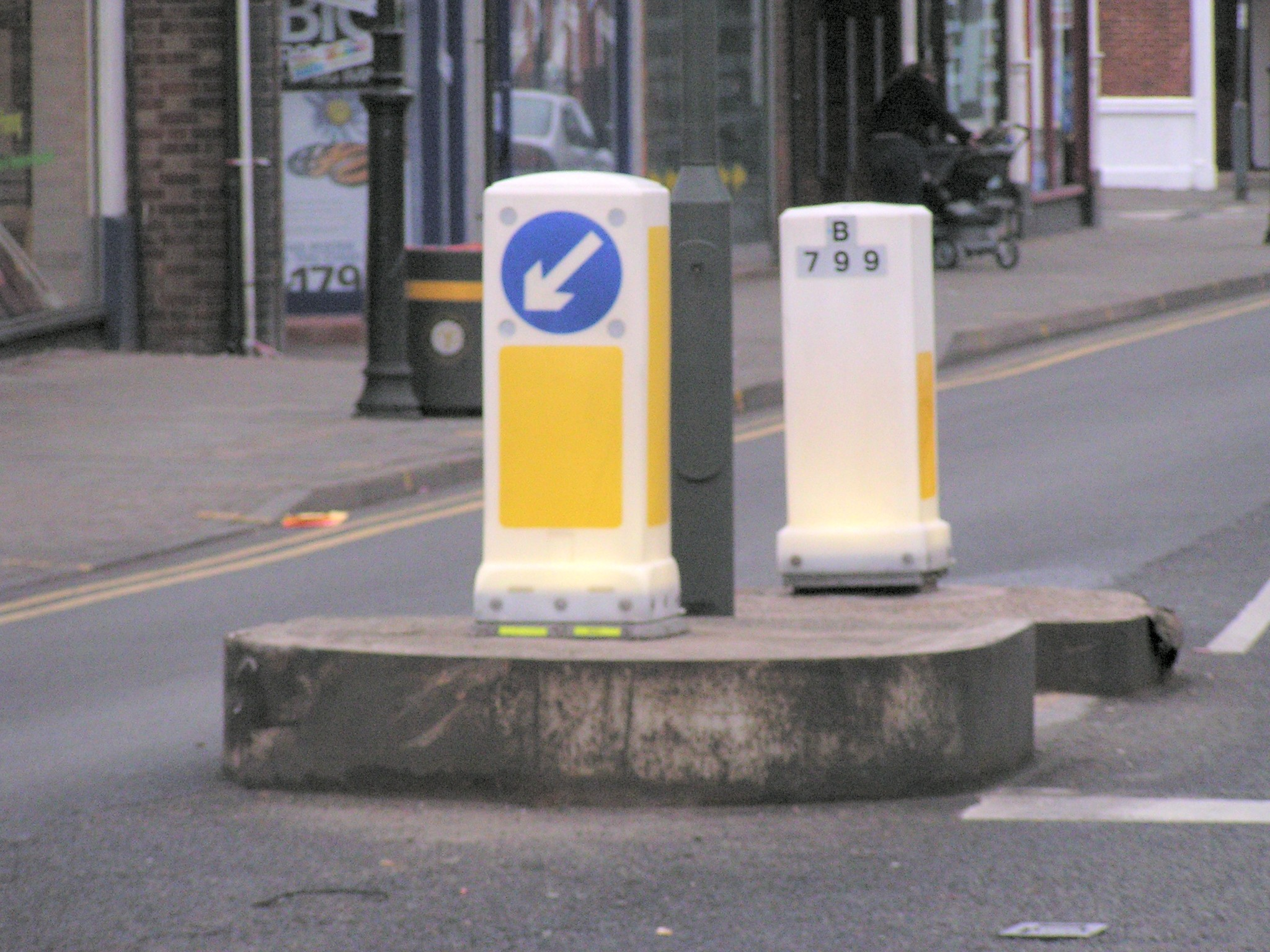
提供類似交通錐功能的安全島燈

## 規格

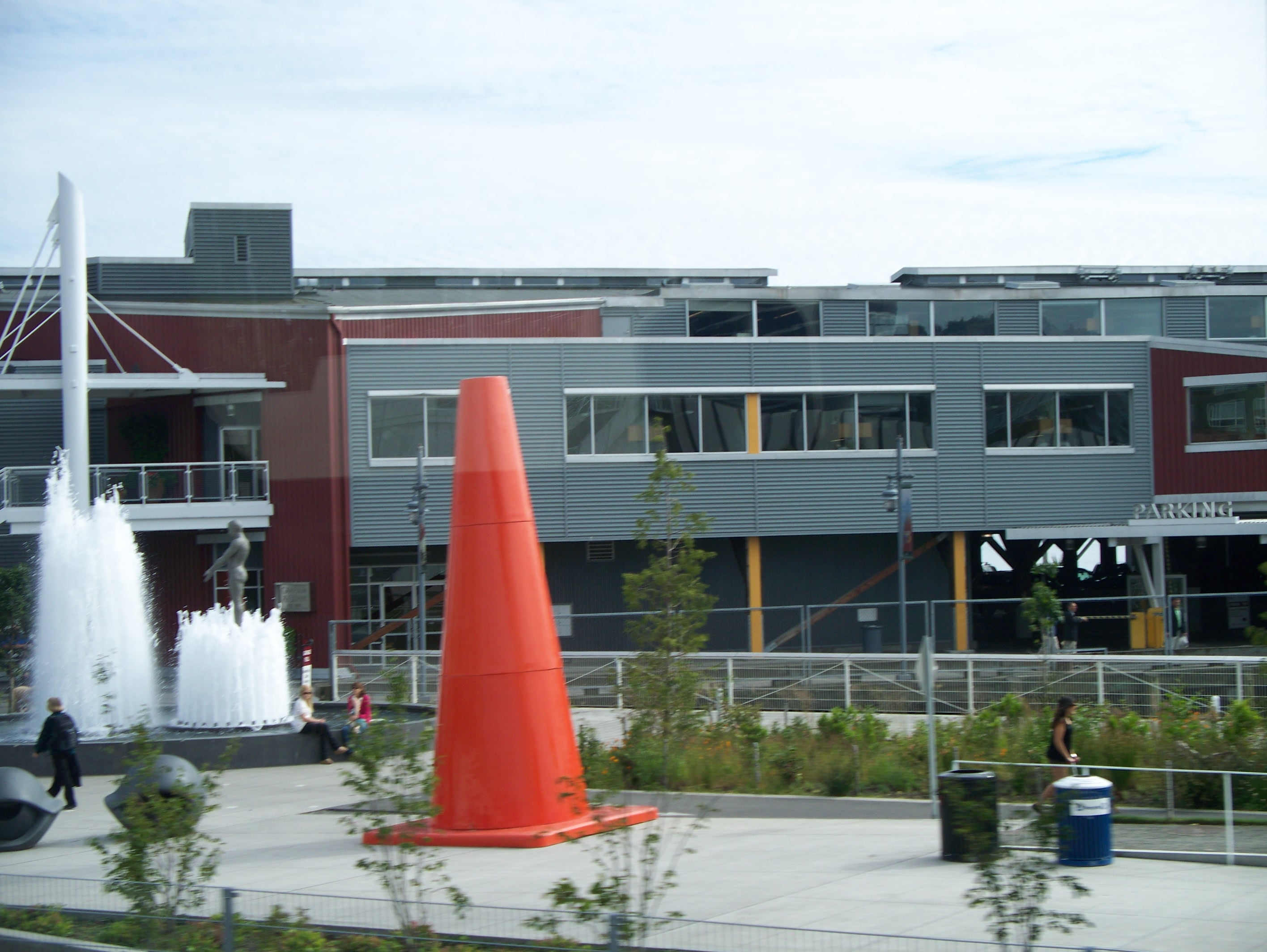
位於美國華盛頓州城市西雅圖的一個交通錐形巨型藝術裝置

典型的交通錐是帶螢光的紅、藍、黃、綠等警示色之錐形或柱形的路標，大多是由合成樹脂製成，為增加駕駛者對其可視度，交通錐一般會附加反光帶條。
另外，由於熱塑性塑膠耐用性低，有可能通過長期使用氧化或在寒冷氣候下會損壞。為解決這種問題，乙烯/醋酸乙烯酯共聚物製成的交通錐開始在寒帶地區大量採用。EVA穩定性良好、抗老化和耐臭氧強度好、無毒性，因此在寒冷的天氣破損率是甚低的。有些交通錐以彈性材質製作，即使遭輾壓也不易破損，且能自動回復原狀。

## 用途

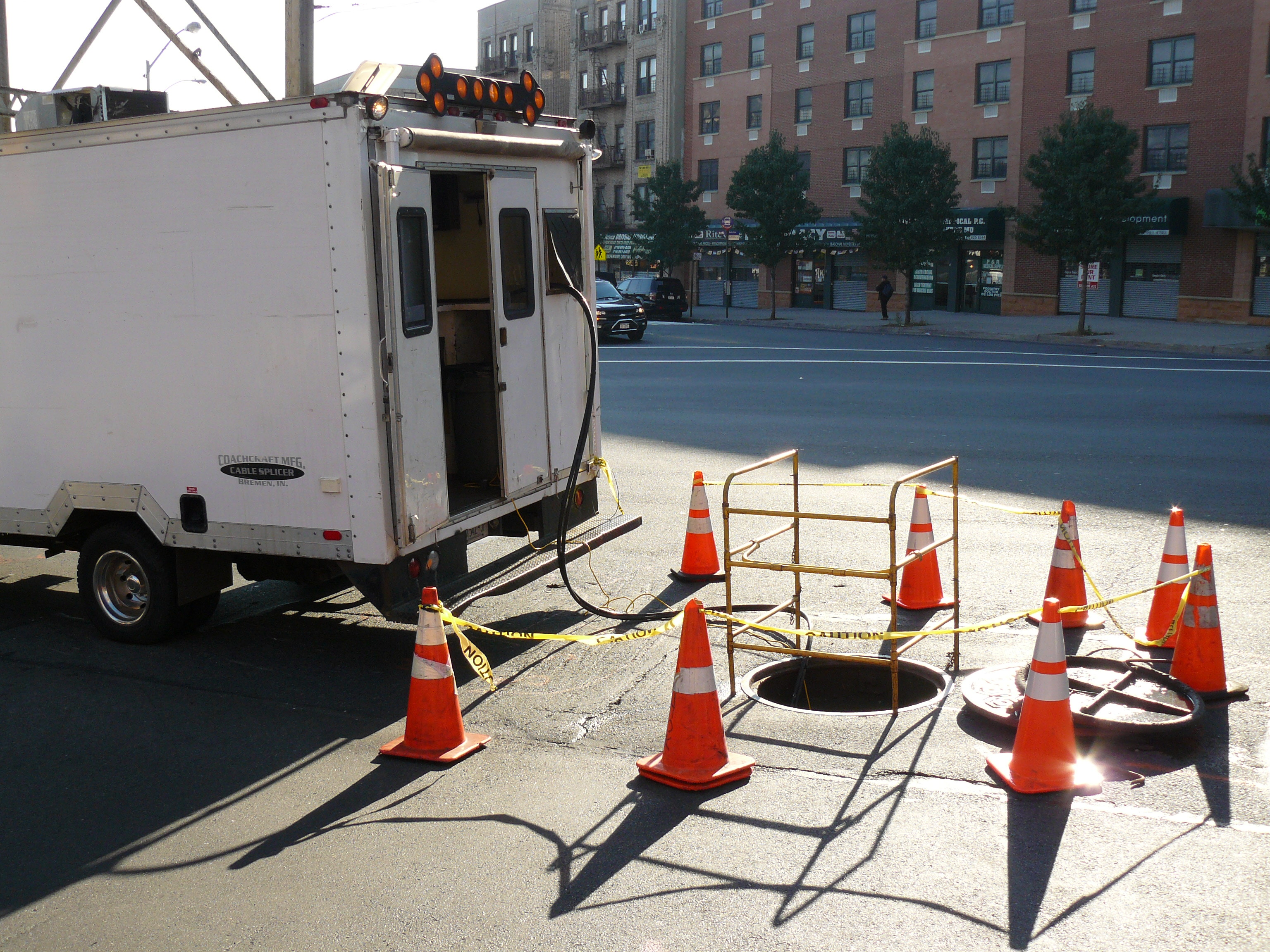
光纖架設作業，使用了交通錐指示其他道路使用者注意

諸如建筑工地的區域劃分、引導活動和節日的人流、停車場人車分流，在體育比賽做為選手的標示和誘導物等等。在機坪放置於飛機四周，特別是發動機，以提醒地勤作業人員及車輛避免撞擊。此外，亦可以倒過來做為漏斗或支架使用。偶爾也被當作擺飾

## 外部連結
- 香港運輸處 > 道路使用者守則 > 第八章道路語言 > 臨時標誌（页面存档备份，存于）
- 香港路政署 - 道路工程的照明、標誌及防護工作守則
- 美國聯邦公路局（FHMA）交通管制裝置使用守則（页面存档备份，存于）